# Glucan
Glucan er polysakkarider af D-glukosemonomerer som bindes sammen af glykosidbindinger. Mange beta-glucaner har medicinsk betydning.

## Typer
De følgende er glucaner:
(α- og β- og tallene klarificerer typen af O-glykosidbinding.)

### Alpha
- dextran, α-1,6-glucan med α-1,3-grene
- glykogen, α-1,4- og α-1,6-glucan
- pullulan, α-1,4- og α-1,6-glucan
- stivelse, α-1,4- og α-1,6-glucan

### Beta
- cellulose, β-1,4-glucan
- krysolaminarin, β-1,3-glucan
- curdlan, β-1,3-glucan
- laminarin, β-1,3- og β-1,6-glucan
- lentinan, en strengt purificeret β-1,6:β-1,3-glucan fra Lentinus edodes
- lichenin, β-1,3- og β-1,4-glucan
- havre beta-glucan, β-1,3- og β-1,4-glucan
- pleuran, β-1,3- og β-1,6-glucan isolatet fra Pleurotus ostreatus
- zymosan, β-1,3-glucan

| Kemi | Spire Denne artikel om kemi er en spire som bør udbygges. Du er velkommen til at hjælpe Wikipedia ved at udvide den. |